# Józef Gabzdyl
Józef Gabzdyl (ur. 19 marca 1895 w Kończycach Wielkich, zm. 29 stycznia 1937 w Bielsku) – polski nauczyciel i muzyk.

## Życiorys
Ukończył szkołę podstawową w Kończycach Wielkich, gimnazjum w Cieszynie, a następnie cieszyńskie Seminarium Nauczycielskie. W tym samym czasie był uczniem szkoły muzycznej prof. Zenona Pogrobińskiego, ukończył 8-letnią klasę gry na skrzypcach.
Wcielony w 1915 do wojska austriackiego, dostał się później do rosyjskiej niewoli. Tam był dyrygentem chóru oficerów Polaków. Był uczestnikiem wojny polsko-czechosłowackiej w 1919 w stopniu podporucznika. W listopadzie 1919 przeszedł do cywila – porucznik rezerwy 4 Pułku Strzelców Podhalańskich. Zajmował się pracami plebiscytowymi na Śląsku Cieszyńskim. Był członkiem Polskiej Organizacji Wojskowej. Po 1920 zamieszkał w Bielsku, gdzie podjął pracę jako nauczyciel języka polskiego i śpiewu. Od 1921 do 1936 był dyrygentem w chórze „Echo”, należącym w tym czasie do najlepszych chórów na Śląsku. Okresowo prowadził chór w Lutyni Górnej.

## Ordery i odznaczenia
- Srebrny Krzyż Zasługi (28 czerwca 1928)[4]
- Krzyż za Obronę Śląska Cieszyńskiego II kl. (2 października 1919)[2]